# Hldočín
Hldočín je potok na horní Oravě, v západní části okresu Tvrdošín. Je to pravostranný přítok Ráztoky, má délku 4,6 km a je tokem V. řádu.

## Pramen
Pramení v Oravské Maguře, v podcelku Budín, na jihovýchodním svahu Budína (1 222,0 m n. m.) v nadmořské výšce přibližně 895 m n. m.

## Popis toku
Nejprve teče na krátkém úseku na jih, v lokalitě Petrovka zprava přibírá přítok z jihojihovýchodního úpatí Budína a stáčí se jihovýchodním směrem, přičemž vstupuje do Oravské vrchoviny. Z pravé strany přibírá dva krátké přítoky ze severovýchodního svahu Petrovky (942 m n. m.), protéká lokalitou Na Skalici a opět zprava přibírá přítok ze západního svahu Lučivného vrchu (840,7 m n. m.), z lokality Za Lučivným a stáčí se na východ, přičemž se výrazněji vlní. Zleva ještě přibírá Blážik, vtéká do intravilánu Zemianskej Dediny a na jejím západním okraji ústí v nadmořské výšce cca 615 m n. m. do Ráztoky.

## Jiné názvy
- Hldočanský potok
- Hodočín
- Dedinský potôčik